# Alchemilla glabriformis
Alchemilla glabriformis é uma espécie de rosácea do gênero Alchemilla, pertencente à família Rosaceae.